# ميس قنوي
ميس قنوي (الاسم العلمي:Celtis solenostigma) هو نوع من النباتات يتبع جنس الميس من الفصيلة القنبية.